# Denís Spitsov
Denís Serguéyevich Spitsov –en ruso, Денис Сергеевич Спицов– (Vózhega, 16 de agosto de 1996) es un deportista ruso que compite en esquí de fondo.
Participó en dos Juegos Olímpicos de Invierno, obteniendo en total cinco medallas: tres en Pyeongchang 2018, plata en velocidad por equipo (junto con Alexandr Bolshunov) y en el relevo (con Andrei Larkov, Alexandr Bolshunov y Alexei Chervotkin), y bronce en 15 km, y dos en Pekín 2022, oro en el relevo (con Alexei Chervotkin, Alexandr Bolshunov y Serguei Ustiugov) y plata en 30 km.

## Palmarés internacional
| Juegos Olímpicos | Juegos Olímpicos            | Juegos Olímpicos  | Juegos Olímpicos     |
| Año              | Lugar                       | Medalla           | Prueba               |
| ---------------- | --------------------------- | ----------------- | -------------------- |
| 2018             | Pyeongchang (Corea del Sur) | Medalla de plata  | Velocidad por equipo |
| 2018             | Pyeongchang (Corea del Sur) | Medalla de plata  | Relevo 4 × 10 km     |
| 2018             | Pyeongchang (Corea del Sur) | Medalla de bronce | 15 km                |
| 2022             | Pekín (China)               | Medalla de oro    | Relevo 4 × 10 km     |
| 2022             | Pekín (China)               | Medalla de plata  | 30 km                |